# 保安乡 (都安县)
保安乡，是中华人民共和国广西壮族自治区河池市都安瑶族自治县下辖的一个乡镇级行政单位。

## 行政区划
保安乡下辖以下地区：
河沌村、平浪村、隆仲村、保安村、巴善村、元力村、上镇村、安阳村、造业村、平旺村和古良村。